# Ernst Wasserzieher
Ernst Wasserzieher (* 15. Mai 1860 in Stettin; † 21. April 1927 in Halberstadt) war ein deutscher Etymologe und Lexikograf.

## Leben
Wasserzieher besuchte das Gymnasium in Magdeburg und studierte anschließend Philosophie bei Ludwig von Strümpell in Leipzig und bei Rudolf Eucken in Jena. Wasserzieher promovierte zum Dr. phil. Nach der Studienzeit besuchte er 1882/83 die USA, wo er über den Winter in Nauvoo wohnte und an verschiedenen Schulen im Umkreis hospitierte. Im September 1883 begann Wasserziehers Militärzeit, anschließend arbeitete er als Lehrer. 1884 bis 1888 wohnte Wasserzieher in Eisenberg.
Er trat erstmals publizistisch in Erscheinung, als er um 1900 verschiedene Texte, insbesondere Reise-Erzählungen aus der Zeit von 1878 bis 1900 u. a. in der Münchener Allgemeinen Zeitung, im Hamburger Correspondenten, in Kölner, Flensburger und Wittener Blättern, sowie in der Touristen-Zeitung veröffentlichte. 1902 erschien eine Zusammenstellung dieser Texte als Buch unter dem Titel Von Haparanda bis San Francisco. 1906 gab er die Anthologie Deutsche Frauenbriefe heraus. 1918 erschien sein etymologisches Lexikon der deutschen Sprache Woher?, das von Zeitgenossen gelobt wurde und ihn bekannt machte. 1920 folgte Hans und Grete, ein etymologisches Namenlexikon, in dem die Herkunft tausender deutscher Vornamen erklärt wird. Beide Werke wurden in zahlreichen Auflagen veröffentlicht. Neben lexikalischen Werken hat Wasserzieher auch mehrere populärwissenschaftliche Werke zur Etymologie veröffentlicht, u. a. Leben und Weben der Sprache, Sprachgeschichtliche Plaudereien und Schlechtes Deutsch.
Wasserzieher war zuletzt Oberlycealdirektor und starb 1927 an einem Herzleiden. Er hatte drei Söhne: Karl, Ernst jr. und Hans.
Seine Werke erfuhren auch über seinen Tod und den Zweiten Weltkrieg hinaus weitere Verbreitung. Die Namenerklärungen aus Hans und Grete bilden heute oftmals noch den Grundstock vieler Veröffentlichungen, die den etymologischen Hintergrund von Vornamen zum Inhalt haben.
Zeitgenossen Wasserziehers waren u. a. die Sprachwissenschaftler Friedrich Kluge und Georg Stucke, letzterer war Direktor der Realschule in Rastatt und Verfasser des Kleinen etymologischen Wörterbuchs von 1921.

## Werke
- Die Augustenburger in Schleswig-Holstein. Zur Familiengeschichte der Kaiserin Auguste Victoria. In: Velhagen und Klasings Monatshefte. Jg. 5 (1890/91), Bd. 2, Heft 12, August 1891, S. 709–720.
- Von Haparanda bis San Francisco, 1902
- Deutsche Frauenbriefe, 1906
- Woher? – Ableitendes Wörterbuch der deutschen Sprache, 1918, 4. Aufl. 1920, 5. Aufl. 1922
- Hans und Grete, 1920
- Schlechtes Deutsch – Der Kampf gegen das Falsche, Schwerfällige, Geschmacklose und Undeutsche, 1921
- Bilderbuch der deutschen Sprache, 1921
- Leben und Weben der Sprache
- Sprachgeschichtliche Plaudereien
- Führer durch die Deutsche Sprache
- Kleines etymologisches Wörterbuch der deutschen Sprache. Verlag: Bibliographisches Institut Leipzig, 1975